# Tja in nazaj
Tja in nazaj je prva knjiga trilogije romanov Vladimirja Kavčiča, sledita ji še Od tu dalje (COBISS) ter Onkraj in še dlje (COBISS).

## Zgodba
Dimitrij je sin ruskega emigranta, ki veliko premišljuje o bistvu življenja. Živi v konfliktu z očetom, njun odnos se po materini smrti še poslabša. Dimitrij se izogiba domu in očetu, ki je nad sinom razočaran.
Po maturi Dimitrija obišče bivši sošolec Edo in ga povabi k skojevcem, ki se upirajo informski ureditvi s Sovjetsko Zvezo. To v Dimitriju prebudi bojevnika. Spozna, da so dejanja krvi močnejša od dejanj znoja. Za zaroto skuša navdušiti tudi očeta, ki pa ni navdušen, saj je imel že s prejšnjo državo dovolj težav. Načrti začnejo propadati, mnoge člane aretirajo.
Dimitrij več ostaja doma, saj je oče bolan. Obiskovati jih začne ovaduh, pod krinko, da jim bo pomagal. Kmalu izvršijo hišno preiskavo in očeta aretirajo. Ta kmalu zatem umre, v hišo pa se naselijo tujci. To Dimitriju povsem spremeni življenje. Ostane sam, zapusti mesto in odide na novo delovno mesto na Krasu. Očetovo smrt mnogokrat premišljuje, in se sprašuje kdo je kriv. Tudi sam se čuti krivega, ker je bil goreč pripadnik komunistične partije. V njegovo zavest se ustali misel, da so pri vsakem boju potrebne žrtve.
Po treh letih življenja na Krasu, se vrne v domače mesto precej spremenjen. Vrnitev mu zbudi spomine, iz časov, ki so mu zadali tedanjo bolečino.
Nekdanja sošolka Rut  mu pove, da so vsi njegovi tovariši zaprti. Zave se, da bi bil lahko tudi sam med njimi. Sreča tudi Edija, ki je v tem času opustil revolucionarne ideje in se prilagodil zahtevam družbe. Pri njem poizve o Dunji — nekdanji sošolki, ki je bila politično zelo informirana in ki so jo fantje imeli za enakovredno sebi — ta se je v tem času poročila in rodila dva otroka. V zakonu ni zadovoljna, saj njen mož dela v Bosni in je večinoma zdoma. Zaposlena je v Tovarni železnih konstrukcij. Dimitrij se večkrat oglasi pri njej v pisarni, kjer se veliko pogovarjata. Začneta razmerje, ki se ne obnese. Po prekinitvi poskusi še z Rut, kar pa tudi ne traja dolgo. 
Potrtost zaradi nesreče v življenju, ki izgublja smisel, je velika. Zato je ponujene priložnosti dela v Panoniji zelo vesel. Upa, da ga bo nov kraj odrešil notranjih stisk. To se tudi zgodi, ko eden izmed delavcev stori samomor in v poslovilnem pismu opiše svoje notranje doživljanje, ki je podobno Dimitrijevemu. Spozna, da mora v življenju vedno iti dalje in se boriti. Sklene, da se vrne v mesto.

## Kritike, literarna zgodovina
Avtor situacij v romanu ne poenostavlja, saj so njegovi junaki obremenjeni s preteklostjo in žive v negotovosti za prihodnost.
Brezovar se v nasprotju z avtorjem boji, da se Dimitrij skozi razvoj dogodkov ne spremeni in da njegov pogled na življenje ostane enak tistemu na začetku.
"[S]misel življenja vidi slej ko prej v goli življenjski akciji, moralne orientacije, konkretnega namena, zaradi katerega bi bil ta napor potreben, sploh ne vidi, zanj obvladujejo življenje suhi, abstraktni cilji, ki se jim mora človek podrediti."
"Kavčičev namen, da bi bil čim bolj stvaren in neprizadet, se zrcali tudi v formalni podobi dela. Življenje je v tem pripovednem tekstu pokazano iz daljave in dramskih elementov, ki so za avtorja sicer precej značilni, bi v njem zastonj iskali; žal idejni ustroj romana kaže, da se avtorju ni posrečilo povzdigniti dela do uravnotežene epske objektivnosti, za katero je značilna predvsem zanesljiva moralna presoja." (Brezovar 1963:6)